# Beleg van Haarlem (1426)

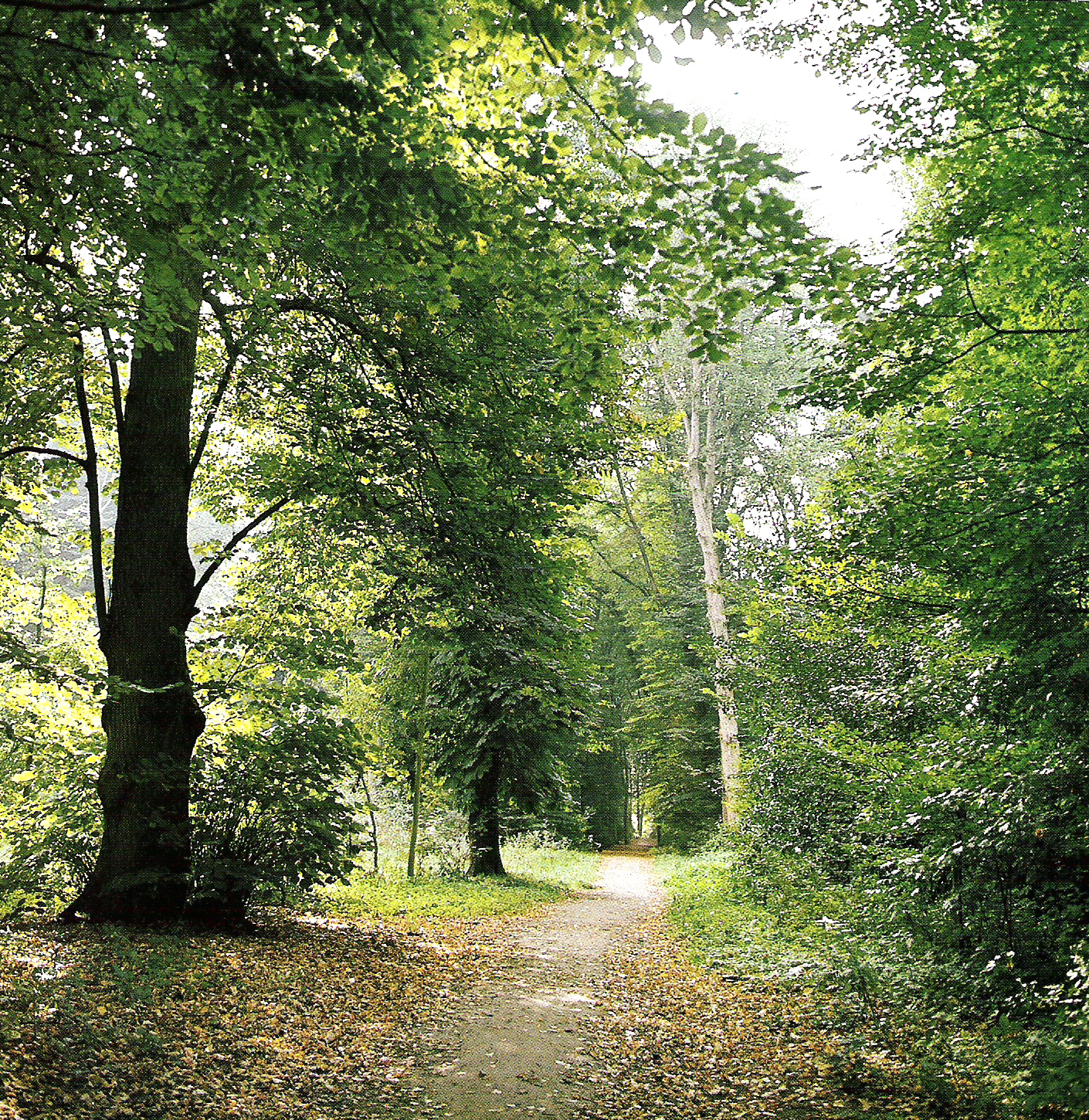
Het Haarlemmerhoutsebos werd flink uitgedund voor het beleg van 1426

Het Beleg van Haarlem was een belegering van de stad Haarlem die plaatsvond tijdens de Hoekse en Kabeljauwse twisten in 1426.

## Achtergrond
De stad Haarlem stond in 1416 nog aan de zijde van Jacoba van Beieren, de stad werd echter de volgende tien jaar heen en weer geslingerd in de twisten. Wat de stad heeft doen besluiten om de Kabeljauwse zijde te kiezen valt moeilijk te achterhalen. Mogelijk vonden de stadsbestuurders dat Jacoba er een dubieus leven opna hield (drie echtgenoten in vijf jaar tijd).
Filips de Goede, die in 1426 in Zeeland verbleef om orde op zaken te stellen, had vernomen dat Jacoba van Beieren, na haar ontsnapping uit kasteel Gravensteen, successen boekte met het beleg van Schoonhoven en de Slag bij Alphen aan den Rijn (21 oktober 1425), die hij als vernederend ervoer. Jacoba was op haar beurt voorzichtig om het graafschap Holland onder controle te krijgen, maar profiteerde na het verlies van de Slag bij Brouwershaven van de Kennemer opstand die gaande was, waarbij ook de Waterlanders en de stad Alkmaar bij haar partij hadden aangesloten. Deze groepering belegerde de stad Haarlem en Jacoba zag haar kans schoon om dit bolwerk onder haar controle te krijgen. Filips kon niets ondernemen, maar liet deze taak aan stadhouder Jacob van Gaasbeek.

## Verloop van het beleg
Het beleg van Haarlem vond plaats in drie fases, waarvan de eerste halverwege maart plaatsvond. Bij een van de drie belegeringen was gravin Jacoba van Beieren in eigen persoon aanwezig, dit was de tweede en langste, die op 4 april begon. Zij kwam met een hele stoet vendels via de rivieren Gouwe, Rijn en het Braasemermeer en de Kagerplassen het Spaarne opgevaren en ging bij het kasteel Heemstede aan land om zich op het beleg voor te bereiden. De stad was op dat moment in handen van stadhouder Jacob van Gaasbeek en de Vlaamse edelman Roeland van Uitkerke.
Onder bevel van Jacob van Gaasbeek werd een groot gedeelte van het Haarlemmerhouterbos gekapt, zodat de belegeraars dit niet meer konden doen. Daarna werd het hout binnengehaald, zodat de stad een voorraad had om vooruit te kunnen in hun verdediging binnen de stadsmuren. Hiermee kan aangenomen worden dat de stad het beleg al zag aankomen.
De Kennemer opstandelingen omsingelden en belegerden de stad grotendeels van noord tot zuidoostelijk, zij hielden zich grotendeels op bij de Sint-Janspoort en ook de Kruispoort. Jacoba van Beieren en haar Hoeksgezindeleger hielden zich op aan de westkant van de stad, waar de vroegere Raakstoren stond. In april werden er niet veel aanvallen op de muren gedaan en bleef het meer bij pijlbeschietingen en het gooien van stenen. Wel werden er brandpijlen afgeschoten waarbij sommige huizen in brand vlogen, die met moeite geblust konden worden. Rond (14 april) was er een stadsuitbraak onder leiding van ridder Allard VI van Buren en zijn Gelderse ruiters, die veel belegeringsconstructies verwoestten, al hielp deze actie niet erg, omdat de belegeraars bleven.
Op 28 april brak Jacoba van Beieren plotseling haar kamp op, hiervoor zijn twee redenen. Filips van Bourgondië stuurde een leger van 800 Vlamingen onder leiding van Jan van Uitkerke, zoon van Roeland, aangevuld met soldaten uit andere Hollandse steden om de stad te ontzetten. Ze moesten voordat ze naar de stad trokken eerst de Gouwsesluis veroveren bij Alphen aan den Rijn, dit kon Jacoba niet laten gebeuren omdat ze anders een belangrijke strategische positie zou verliezen en liet het beleg voor wat het was. Een andere reden was dat er binnen haar kamp een rekruut ziek was geworden (Lazarusziekte), en dit alleen verholpen kon worden door het eten van gebedenbrood. Al gauw bleek de man een spion te zijn en werden er brieven gevonden met de boodschap dat Jacoba en haar achterban verdoemd waren. De man werd aan de hoogste boom opgeknoopt vlak bij het kasteel van Heemstede.
De overige Hoekse soldaten die wel bleven werden onder leiding van Willem van Brederode geplaatst. Kort daarna, op 8 mei, werd een verdrag gesloten van zes weken vrede, Dirk Hamer, abt van het regulierenklooster vertegenwoordigde de Kennemer opstandelingen bij dit verdrag. Men hief het beleg op en alle belegeraars trokken weg van de stad.

## Nasleep
Drie weken na het verdrag kwam Filips van Bourgondië met zijn gevolg aan in de stad Haarlem. Hij verklaarde het verdrag ongeldig en loofde hoge premies uit aan elke opstandeling die opgepakt kon worden. Hij vergoedde 12.000 schilden aan de schade die de stad geleden had.
Jacoba wist op tijd aan te komen bij Alphen aan den Rijn en wist het leger onder aanvoering van Jan van Uitkerken te verslaan (Slag bij Alphen aan den Rijn, 30 april 1426), waardoor haar verdedigingslinie intact bleef. Ze kwam echter nooit meer terug naar Haarlem om het opnieuw te belegeren.
In de maand juli trok er opnieuw een stoet Kennemer opstandelingen langs de stad. Zij verbleven een aantal dagen voor de stad, maar ditmaal zonder veel dreiging. Op 22 augustus 1426 werd de Kennemer opstand voorgoed beëindigd met de Slag bij Hoorn.